# Stelis comica
Stelis comica är en orkidéart som beskrevs av O.Duque. Stelis comica ingår i släktet Stelis och familjen orkidéer. Inga underarter finns listade i Catalogue of Life.